# Пожарово (Великоустюзький район)
Пожа́рово (рос. Пожарово) — присілок у складі Великоустюзького району Вологодської області, Росія. Входить до складу Усть-Алексієвського сільського поселення.

## Населення
Населення — 47 осіб (2010; 56 у 2002).
Національний склад (станом на 2002 рік):
- росіяни — 98 %